# Pohsangit Kidul
Pohsangit Kidul is een bestuurslaag in het regentschap Probolinggo van de provincie Oost-Java, Indonesië. Pohsangit Kidul telt 4547 inwoners (volkstelling 2010).